# الحاسب (الحيمة الخارجية)

تعديل مصدري - تعديل

الحاسب هي إحدى قرى عزلة بني جحدب بمديرية الحيمة الخارجية التابعة لمحافظة صنعاء، بلغ تعداد سكانها 488 نسمة حسب تعداد اليمن لعام 2004.